# Vladímir Góvorov
Vladímir Leonídovitx Góvorov (rus: Влади́мир Леони́дович Го́воров; 14 d'octubre de 1924 – 13 d'agost de 2006) va ser un comandant militar soviètic, amb grau de General d'Exèrcit, que rebé el títol d'Heroi de la Unió Soviètica.

## Biografia
Fill del comandant de l'Exèrcit Roig, Mariscal de la Unió Soviètica Leonid Góvorov, va néixer a Odessa. El 1938, amb només 14 anys, juntament amb un amic de l'escola decidiren anar-se'n cap a Espanya per lluitar amb l'Exèrcit Republicà a la Guerra Civil Espanyola. Van marxar de Moscou, però en arribar a Tuapsé (krai de Krasnodar) en secret, descobriren que el vaixell ja havia salpat. Després d'aquest incident va continuar els estudis, graduant-se a l'escola secundària.
Va ingressar a l'Exèrcit Roig al juny de 1942. Es va graduar a l'Escola d'Artilleria de Riazan el 1943. Va comandar un escamot de fusellers i, a continuació, una bateria d'artilleria als Fronts de Leningrad i 2n del Bàltic. Participà en la defensa de Leningrad, a l'ofensiva del Bàltic i al setge de Curlàndia, sent ferit i condecorat amb l'Orde de la Guerra Patriòtica de 2a classe.
El 1946 es graduà a l'Escola Oficial d'Artilleria, passant a comandar un batalló. El 1949 es graduà a l'Acadèmia Militar Frunze, passant a servir a l'óblast de Kaliningrad, al Districte Militar del Bàltic, arribant a comandar un regiment mecanitzat de l'11è Exèrcit el 1952. El 1956 va ser nomenat segon al comandament de divisió, comandant-la el 1958.
El 1963 es graduà a l'Acadèmia Militar d'Estat Major amb una medalla d'or, passant a servir com a cap d'estat major del Grup de Forces Soviètiques a Alemanya Oriental i, el 1967, passà a ser comandant del 2n Exèrcit Cuirassat de la Guàrdia. Des de 1969 va ser nomenat vicecomandant de les tropes destinades a Alemanya.
El 1971 va ser nomenat comandant del Districte Militar del Bàltic i, a l'any següent, comandant del Districte Militar de Moscou. El 28 d'octubre de 1977 va ser promogut al grau de General d'Exèrcit. Entre 1972 i 1980 va estar al comandament de la desfilada a la Plaça Roja.
A partir de desembre de 1980 és nomenat cap de les tropes de l'Extrem Orient. Des de 1984 és Inspector en Cap del Ministeri de Defensa i adjunt al Ministre de Defensa. Des d'agost de 1986 és cap de les Forces de Defensa Civil de l'URSS i és viceministre de Defensa. En part per eliminar les conseqüències de l'accident de Txernòbil va presentar la dimissió, però no se li va acceptar.
Des de 1976 va ser membre suprem del Comitè Central del PCUS, sent membre de ple dret entre 1981 i 1990. Entre 1972 i 1989 va ser adjunt del Soviet Suprem de l'URSS.
Des de juliol de 1994 va ser President de l'Associació de Veterans de la Federació Russa, i des del 2001 va ser President de la Comissió de Veterans de Guerra. El 9 de maig de 1995 va participar en la desfilada de veterans a la Plaça Roja de Moscou. El 28 de juny de 2005 va ser un dels 50 signataris de la Carta de suport a la condemna dels ex-executius de Yukos.
El 13 d'agost de 2006 va morir a Moscou, sent enterrat al cementiri de Novodévitxi de la capital.

## Condecoracions
- Heroi de la Unió Soviètica
- Orde del Mèrit a la Pàtria de 3a classe (Rússia)
- Orde de Lenin (2)
- Orde de la Bandera Roja (2)
- Orde de l'Amistat (Rússia)
- Orde de la Guerra Patriòtica de 1a i 2a classe
- Orde del Servei a la Pàtria a les Forces Armades de 2a i 3a classe
- Medalla del Centenari de Lenin
- Medalla de la defensa de Leningrad
- Medalla de la victòria sobre Alemanya en la Gran Guerra Patriòtica 1941-1945
- Medalla del 20è Aniversari de la Victòria en la Gran Guerra Patriòtica
- Medalla del 30è Aniversari de la Victòria en la Gran Guerra Patriòtica
- Medalla del 40è Aniversari de la Victòria en la Gran Guerra Patriòtica
- Medalla del 30è Aniversari de l'Exèrcit i l'Armada Soviètics
- Medalla del 40è Aniversari de les Forces Armades Soviètiques
- Medalla del 50è Aniversari de les Forces Armades Soviètiques
- Medalla del 60è Aniversari de les Forces Armades Soviètiques
- Medalla del 70è Aniversari de les Forces Armades Soviètiques
- Medalla del 800è Aniversari de Moscou